# Леся Украинка
Леся Украинка (на украински: Леся Українка, истинско име Лариса Петривна Косач) е известна украинска писателка, драматург и преводач. Първоначално творбите ѝ включват фолклорна и традиционна лирика, по-късно импресионистична лирика за природата и накрая историческа поезия.

## Биография
Като дъщеря на адвокат и на писателката Олена Пчилка Леся Украинка получава добро образование и още като малка се влюбва в литературата и театъра. Тя е насърчавана най-вече от нейния вуйчо, поетът Михайло Петрович Драхоманов, който я запознава с известни украински хора на изкуството като поета и драматург Михаел Старитски и композитора Микола Лисенко. Тя пише първото си стихотворение на 9 години. През 1884 г., за първи път, в списание Лвов се появяват две нейни стихотворения. Тук тя за също за пръв път използва псевдонима си Леся Украинка.
Въпреки влечението ѝ към музиката и нейния голям музикален талант, заради заболяването от туберкулоза, с което се бори цял живот, тя се ориентира към литературата. Заради болестта тя не посещава училище, а е обучавана лично от майка си и от Драхоманов.
В нейното стихотворение Contra Spem Spero („Против надеждата се надявам аз“) Украинка изразява огромно желание за борба и оптимизъм, който въпреки заболяването никога не я напуска.
В издадената 1892 г. Книга на песните от Хайнрих Хайне Леся Украинка прави 92 превода. Тя прави преводи на полски творби на авторите Иван Тургенев, Адам Мицкевич, също на Виктор Юго, на Макбет от Уилям Шекспир, Inferno на Данте, произведения на Джордж Байрон и Герхарт Хауптман. В нейните стихотворения главна роля заемат копнежът към свобода и фолклорният сюжет. Написала е многобройни текстове на песни, балади и приказки.
В Киев, като член на младежката литературна група Плеяда, тя публикува произведения в проза на исторически и други теми. От 1894 до 1895 г. Украинка живее при чичо си Драхоманов във Владая, където написва стихотворния цикъл на политическа тема Несвободни песни. По-късно тя превежда цялостно галицийската преса и публикува в Лвовския вестник Народ сатирично-патриотични текстове. 1900 тя заминава за Санкт Петербург и там се запознава с дейците на руската литературна сцена и публикува в списание Живот много статии на руски за немската и полската литература. 
Заради изтощените си дробове тя често трябва да пътува на места с лечебна цел, пътува из цяла Европа и чак до Египет, където разширява хоризонта си и успява да вмъкне многобройните си впечатления в творбите си. В началото на 20. век тя се насочва към социалдемократичното движение. Превежда социалистически и марксистки текстове на Владимир Ленин, Карл Маркс, Фридрих Енгелс и др. След революционните събития от 1905 година тя пише все повече и повече политически сатири, в които критикува буржоазията.
Последните си години Украинка прекарва в Грузия и Египет. Въпреки напредналото си заболяване, тя неуморимо продължава да пише чак до своята смърт през 1913 г. Тленните ѝ останки са пренесени от грузинския град Сурами в Киев и положени в Байковото гробище.
В България поезията ѝ е превеждана от Ваня Петкова, Димитър Христов и др.

## Памет
На Леся Украинка е наречена улица в квартал „Разсадник-Коньовица“ в София (Карта).

## Избрани творби
- „Една стара приказка“, 1893
- „Contra Spem Spero!“ стихотворение, 1890
- „В работилницата, в страната на робството“ драматичен диалог, 1906
- „Песента на гората“ драма, 1911
- „Оргията“ драматично стихотворение, 1913